# Guinidilda de Barcelona
Guinidilda de Barcelona (897- 923) fou una possible filla (filla putativa) de Guifré I de Barcelona i Guinidilda d'Empúries. Es casà amb Ramon II de Tolosa amb qui va tenir un fill, Ramon III de Tolosa, successor del seu pare com a comte de Tolosa (923 - ca. 950).